# Årets byggeri
Årets byggeri er en dansk pris indstiftet af Magasinet Byggeri. Prisen uddeles hvert år i december til "årets bedste og vigtigste byggerier ud fra deres samfundsmæssige og byggefaglige betydning" i op til fire kategorier:
- Bolig
- Erhverv
- Uderum
- Åben

Prisvinderne udpeges af en dommerkomité med medlemmer fra byggeindustrien, designuddannelser, politikere og embedspersoner.

## Vindere
| År   | Kategori | Projekt                            | Arkitekt                                                                | Bygherre                                    |
| ---- | -------- | ---------------------------------- | ----------------------------------------------------------------------- | ------------------------------------------- |
| 2023 | Åben     | Maritimt Center, Esbjerg           | Werk Arkitekter/ Snøhetta                                               | Esbjerg Kommune                             |
| 2023 | Åben     | Regan Vest                         | Aart Architects/ Thøgersen & Stouby/ SLA                                | Ejendomsfonden Regan Vest                   |
| 2023 | Erhverv  | Shellhuset, København              | Vilhelm Lauritzen Arkitekter                                            | Ordnung                                     |
| 2023 | Uderum   | Tønder Midtby                      | n/a                                                                     | n/a                                         |
| 2023 | Uderum   | Karens Minde Aksen, København      | Schønherr                                                               | Københavns Kommune                          |
| 2022 | Åben     | Museet Flugt, Oksbøl               | BIG                                                                     | Vardemuseerne                               |
| 2022 | Åben     | Snoezelhuset i Helsingør           | CoreHome                                                                | Helsingør Kommune                           |
| 2022 | Erhverv  | DTU Risø - Vindenergi              | Christensen & Co Arkitekter/ NORD Architects                            | Bygningsstyrelsen                           |
| 2022 | Erhverv  | Green Solution House 2.0, Rønne    | 3XN                                                                     | Bornholm Hotels ApS                         |
| 2021 | Bolig    | Ny Østergade, København            | Praksis Arkitekter/ Carsten Juel-Christiansen                           | Morten Boll                                 |
| 2021 | Erhverv  | Pakhuset Braunstein, Køge          | Adept                                                                   | Bryghuset Braunstein                        |
| 2021 | Åben     | Isfjordscenter Ilulissat, Grønland | Dorte Mandrup                                                           | Realdania By og Byg                         |
| 2021 | Åben     | Arkitektskolen Aarhus              | Adept                                                                   | Bygningsstyrelsen                           |
| 2020 | Bolig    | Basecamp Sorgenfri                 | Lars Gitz Architects                                                    | BaseCamp Student Real Estate                |
| 2020 | Erhverv  | Klimatorium, Lemvig                | 3XN                                                                     | Lemvig Kommune/ Lemvig Vand A/S             |
| 2020 | Åben     | Maltfabrikken, Ebeltoft            | Praksis Arkitekter/ Arkitekt Kristine Jensens tegnestue/ VMB Arkitekter | Fonden Den ny Maltfabrik/ Syddjurs Kommune. |
| 2020 | Åben     | Frihedsmuseet, København           | Lundgaard & Tranberg                                                    | Nationalmuseet                              |
| 2019 | Erhverv  | Blixens, Århus                     | Arkitema Architects                                                     | Århus Kommune                               |
| 2019 | Bolig    | Venligbolig Plus, Frederiksberg    | ONV Arkitekter/ Vega Landskab, 2+1                                      | Frederiksberg Forenede Boligselskaber       |
| 2019 | Åben     | DTU Bygning 310                    | Christensen & Co arkitekter                                             | DTU                                         |
| 2018 | Åben     | Campus Bornholm, Rønne             | Cubo Arkitekter/ Nova5 Arkitekter                                       | Campus Bornholm                             |
| 2018 | Bolig    | Lisbjerg Bakke, Århus              | Vandkunsten                                                             | AL2bolig                                    |

## Hædrende omtale

### 2023
- Passagen og Smedjen[23], Thisted
- Sundbyøster plads,[24] Amager
- Mikrobryggeriet Åben, København[25]
- Boligværkstedet [26], København
- Enigma, København[27]
- Feldballe Friskole[28], Rønde
- Huset i Lundtoftegade[29], København
- Tingbjerg[30], København
- Kløverbakken[31], Odder
- Cph Village[32], København

### 2022
- Botilbuddet Stubberupgård[33], Borup
- Ressourcehusene[34], Århus
- Kulbaneparken Valby[35], København
- Byomdannelsen af Højer[36]
- Bispebjerg Bakke[37], København
- Kampsportens Hus[38], København
- Skanderborgs gamle rådhus[39]
- LEGO Campus[40], Billund

### 2021
- Fabers Fabrikker[41], Ryslinge
- Erhvervsarkivet Aarhus[42]
- Strandbakkehuset[43], Rønde[44] på Djursland
- Erlev skole[45], Haderslev
- Veteranernes hjem[46], Brabrand

### 2020
- Ørsteds Haver[47], Frederiksberg
- Carlsbergs nye hovedsæde[48], København
- Naturkraft[49], Ringkøbing
- Lundehusskolen[50], Emdrup
- Auditorium Gladsaxe Gymnasium[51]
- Vestre og Østre Søbad[52], Almindsø

### 2019
- Blok B4 i Gjellerupparken[53], Brabrand
- Stauning Whisky[54], Skjern
- Ambassaden i Indien[55], New Delhi
- Limfjordsteatret[56], Nykøbing Mors
- Camp Adventure[57], Rønnede
- ReSkur[58], Holbergskolen Emdrup
- Viborg Akutmodtagelse[59], Viborg

### 2018
- Hjertet[60], Ikast
- Skovbakkeskolen[61], Odder
- Upcycle Studios[62], Ørestad syd
- Grønnegården[63], Aalborg
- BLOX[64], København
- Noma[65], Christianshavn
- Harboe Besøgscenter[66], Skælskør

## Fotogalleri
- Flugt, Oksbøl
- BLOX, København
- Camp Adventure, Rønnede
- Østre Søbad, Silkeborg
- Naturkraft, Ringkøbing
- Frihedsmuseet, København
- Arkitektskolen, Århus
- Maritimt Center, Esbjerg
- Lego Campus
- Upcycle Studios, Ørestad Syd